# Mihály Babits
Mihály Babits, född 26 november 1883 i Szekszárd, död 4 augusti 1941 i Budapest, var en ungersk poet, författare och översättare.
Han studerade vid Budapests Universitet från 1901 till 1905 där han träffade Dezső Kosztolányi och Gyula Juhász. Han arbetade för att bli lärare och undervisade i skolor i Baja (1905-1906), Szeged (1906-1908), Fogaras (1908-1911), Újpest (1911) och Budapest (1912-1918).
Hans litterära karriär startade 1908. Han gjorde en resa till Italien samma år vilket skapade ett intresse för Dante och han gjorde flera återkommande Italienresor de kommande åren. Denna erfarenhet gjorde att han översatte Dantes Den gudomliga komedin (Hell, 1913, Purgatory, 1920 och Paradise, 1923).
En kort period under revolutionen 1918 blev han professor i världslitteratur och modern ungersk litteratur vid Budapests universitet, men avsattes kort efter revolutionens slut.
1923 flyttade han till Esztergom. Han blev 1927 medlem i Kisfaludy Társaság och samma år grundades Baumgarten Prize.
Babits fick 1937 beskeded att han hade cancer i struphuvudet.